# Крапивна (приток Черебети)
Крапивна — река в России, протекает по Ульяновскому району Калужской области.
Река Крапивна берёт начало у посёлка Подкопаевский. Течёт на северо-восток через село Крапивна. Устье реки находится в 2,4 км от устья Черебети по правому берегу. Длина реки составляет 10 км.

## Данные водного реестра
По данным государственного водного реестра России относится к Окскому бассейновому округу, водохозяйственный участок реки — Ока от города Белёв до города Калуга, без рек Упа и Угра, речной подбассейн реки — бассейны притоков Оки до впадения Мокши. Речной бассейн реки — Ока.
Код объекта в государственном водном реестре — 09010100512110000020131.